# Amsterdam Baroque Orchestra & Choir

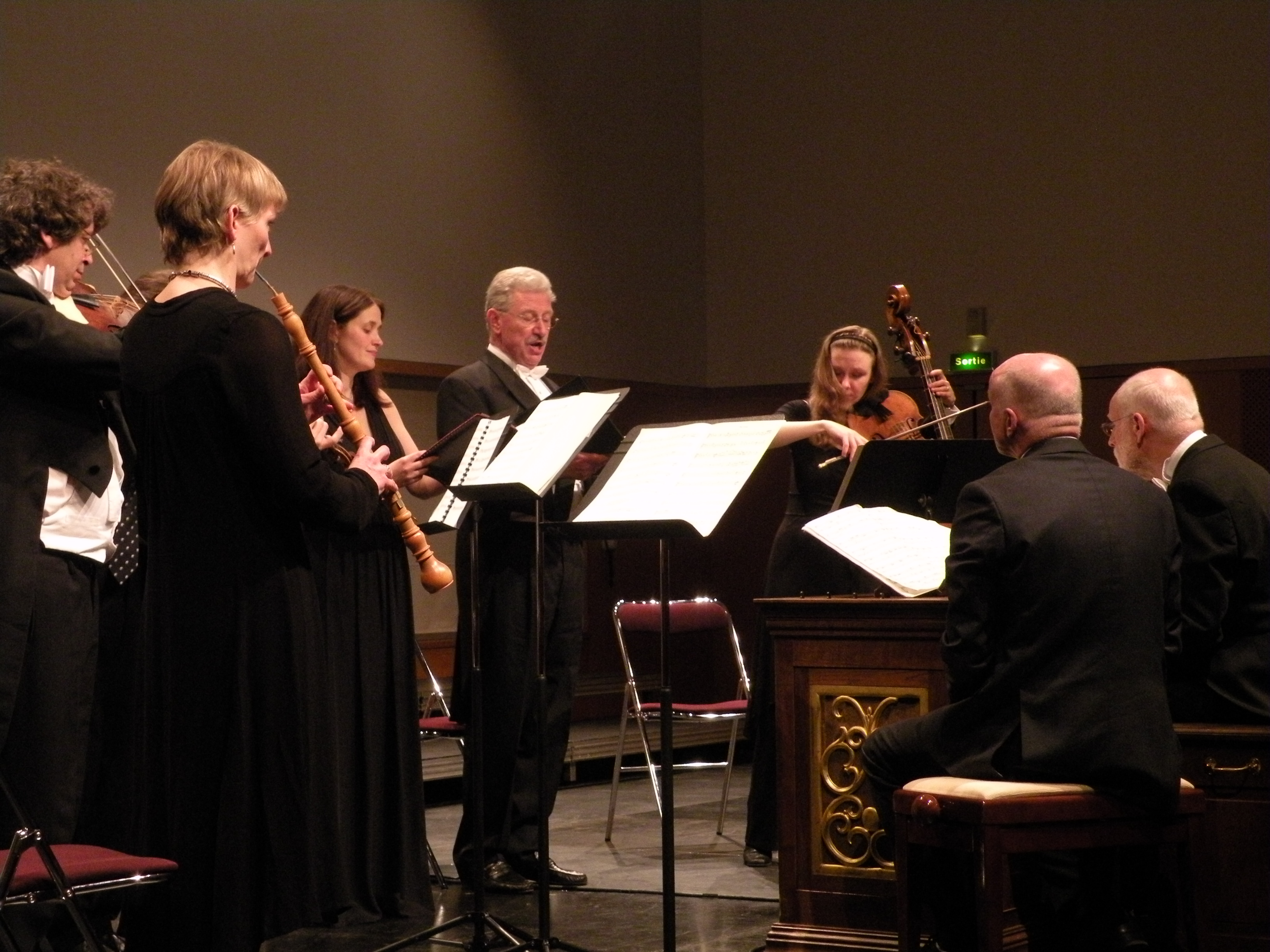
L'Orquestra l'any 2009

Amsterdam Baroque Orchestra & Choir (ABO&C)  és una orquestra holandesa fundada l'any 1979 pel clavecinista i director Ton Koopman, especialitzada en la interpretació de música del barroc i del classicisme amb instruments originals.
L'orquestra està formada per solistes de prestigi internacional que es reuneixen diversos cops a l'any per realitzar plegats concerts en els auditoris d'arreu i enregistraments discogràfics. El Cor fou fundant l'any 1992 i debutà en el Festival de Música Antiga d'Utrech amb l'estrena mundial del Rèquiem i Vespres de H. I. F. Biber. Els dos conjunts han sobresortit en la interpretació de les obres dels grans mestres del barroc i del classicisme, que han merescut els premis més prestigiosos com Grampophon Award, Diapasaon d'Or, Stern des Monats-Fono, PrixHector Belioz, Deutsche Schallplattenpreis i ``Edison Awards``.
El novembre de 1994 emprengueren el projecte d'interpretar en directe i gravar totes les cantates, religioses i profanes, de Bach, projecte que s'acabà el 2003. Les gravacions foren publicades inicialment per la casa francesa Erato i després de diverses vicissituds, actualment les comercialitza el segell Challenge Classics de la companyia Challenge Records.